# Спасителят на света
Спасителят на света (на латински: Salvator Mundi) е картина, изобразяваща Христос като спасителя на света, на италианския художник Леонардо да Винчи. Картината показва Иисус в ренесансова роба, давайки благословия с дясната си ръка и държейки кристално кълбо в лявата. Съществуват около 20 други версии на картината от ученици и последователи на Леонардо.
Дълго смятана за копие на изгубен оригинал, покрит с нов слой боя, е възстановена, преоткрита и включена в голяма изложба на Леонардо в Националната галерия в Лондон през 2011 – 12. Въпреки че няколко водещи учени смятат, че това е оригинална творба на Леонардо да Винчи, това авторство е оспорено от други специалисти